# Six Jours de Québec
Les Six Jours de Québec sont une ancienne course cycliste de six jours disputée  à Québec, au Canada. Trois éditions ont été organisées, de 1964 à 1966.

## Palmarès
| Année | Vainqueur                           | Deuxième                          | Troisième                       |
| ----- | ----------------------------------- | --------------------------------- | ------------------------------- |
| 1964  | Lucien Gillen Emile Severeyns       | Ferdinando Terruzzi Mino De Rossi | Roger Gaignard André Retrain    |
| 1965  | Emile Severeyns Rik Van Steenbergen | Lucien Gillen Robert Lelangue     | Fritz Pfenninger Sigi Renz      |
| 1966  | Fritz Pfenninger Sigi Renz          | Freddy Eugen Leandro Faggin       | Robert Lelangue Emile Severeyns |